# 10,000 Promises.
10,000 Promises. là một nhóm nhạc nổi tiếng của Nhật Bản. Các thành viên của nhóm bao gồm Shaw, Shinya, Taiki và Yohei. Họ ra mắt công chúng với đĩa đơn "One True Love" vào ngày 18 tháng 2 năm 2004. Có vẻ như tên của ban nhạc này bắt nguồn từ một trong những bản nhạc của Backstreet Boys là "10.000 Promises".
Vào tháng 7 năm 2001, Taiki, người được biết đến với các buổi biểu diễn trực tiếp đã gặp Yohei, người đang sáng tác các bài hát và họ quyết định làm việc cùng nhau. Vào tháng 9 cùng năm đó, người bạn thời còn đi học của Taiki, Shinya, đã gặp gỡ Taiki và Yohei. Với sự giới thiệu của một người bạn khác, cả ba đã gặp Shaw và thành lập nhóm 10,000 Promises.
Họ đã trình diễn các bản hit nổi tiếng của Westlife, "What Makes a Man" và "Bop Bop Baby".
Members:
| Members | Taiki, Yohei, Shinya, Shaw |

## Danh sách đĩa nhạc

### Đĩa đơn
- 'One True Love' (18 tháng 2, 2004)
- 'Sailing' (7 tháng 4, 2004)
- 'Fruit' (7 tháng 7, 2004)
- 'Ame ga Agari Boku no Kokoro wa' (26 tháng 11, 2004)
- 'Love, Again' (6 tháng 7, 2005)

### Album
- KI・SE・KI Vol.1 ~internal~ (19 tháng 10, 2005)
- KI・SE・KI Vol.2 ~external~ (19 tháng 10, 2005)